# Groseiller des chiens
Ribes cynosbati
Espèce
Le Groseiller des chiens (Ribes cynosbati) est une espèce de plante dans le genre des Ribes.